# Luigi Martelli
Luigi Martelli (Livorno, 13 giugno 1917 – ...) è stato un calciatore italiano, di ruolo centrocampista.

## Carriera
Cresciuto nel Livorno, giocò con il Siena il campionato misto A-B del 1945-1946.